# Saut en longueur féminin aux championnats du monde d'athlétisme en salle 2024
Pour un article plus général, voir Championnats du monde d'athlétisme en salle 2024.
Navigation
2022 2025

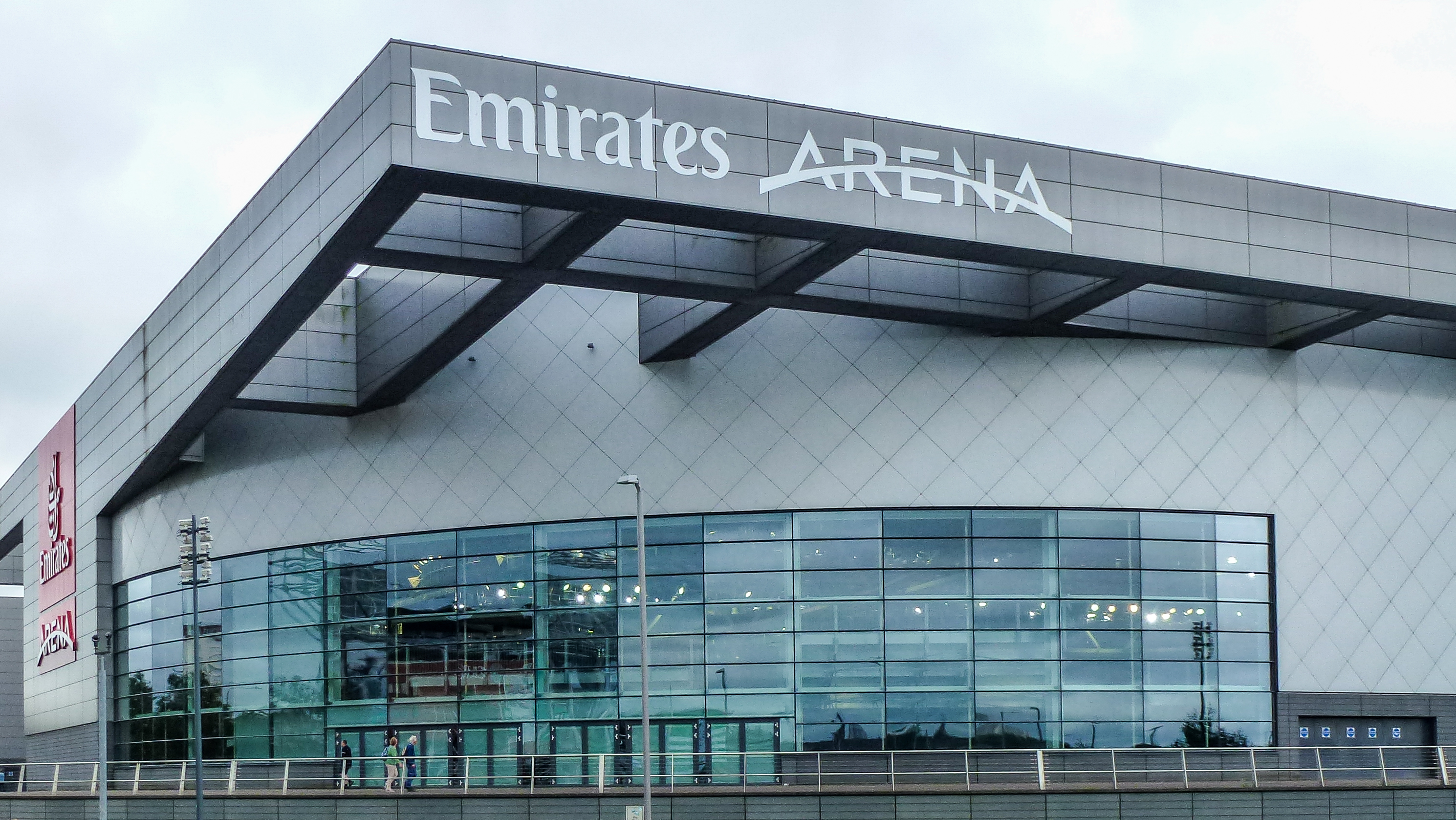
Emirate Arena de Glasgow durant le championnat européen de 2018

L'épreuve du saut en longueur féminin  des championnats du monde en salle de 2024 se déroule le 3 mars 2024 dans l'Emirates Arena de Glasgow, en Écosse. Le concours se dispute sous la forme d'une finale directe.

## Résultats
| Rang               | Athlète                | Nationalité | Essais | Essais | Essais | Essais | Essais | Essais | Marque | Notes |
| Rang               | Athlète                | Nationalité | 1      | 2      | 3      | 4      | 5      | 6      | Marque | Notes |
| ------------------ | ---------------------- | ----------- | ------ | ------ | ------ | ------ | ------ | ------ | ------ | ----- |
| Médaille d'or      | Tara Davis-Woodhall    | États-Unis  | 6.73   | 6.79   | 6.93   | 7.07   | 6.88   | 7.03   | 7.07   |       |
| Médaille d'argent  | Monae' Nichols         | États-Unis  | 6.75   | x      | 6.83   | 6.85   | 6.68   | x      | 6.85   | SB    |
| Médaille de bronze | Fátima Diame           | Espagne     | 6.47   | x      | 6.40   | 6.51   | 6.78   | x      | 6.78   | SB    |
| 4                  | Mikaelle Assani        | Allemagne   | 6.67   | 6.66   | 6.68   | 6.57   | 6.77   | 6.44   | 6.77   |       |
| 5                  | Annik Kälin            | Suisse      | x      | 6.62   | 6.67   | 6.73   | 6.75   | 6.68   | 6.75   |       |
| 6                  | Milica Gardašević      | Serbie      | 6.47   | x      | 6.56   | 6.74   | 6.59   | x      | 6.74   | SB    |
| 7                  | Larissa Iapichino      | Italie      | 6.51   | x      | 6.65   | 6.67   | 6.69   | 6.44   | 6.69   |       |
| 8                  | Alina Rotaru-Kottmann  | Roumanie    | 6.46   | 6.33   | x      | 6.43   | x      | 6.45   | 6.46   |       |
| 9                  | Sumire Hata            | Japon       | 6.43   | x      | 6.39   |        |        |        | 6.43   | SB    |
| 10                 | Tissanna Hickling      | Jamaïque    | 6.43   | x      | 6.14   |        |        |        | 6.43   | SB    |
| 11                 | Diana Lesti            | Hongrie     | x      | 6.35   | 6.09   |        |        |        | 6.35   |       |
| 12                 | Natalia Linares        | Colombie    | 6.29   | 6.33   | 5.82   |        |        |        | 6.33   | SB    |
| 13                 | Petra Bánhidi-Farkas   | Hongrie     | 6.30   | 6.17   | 6.20   |        |        |        | 6.30   |       |
| 14                 | Eliane Martins         | Brésil      | 6.29   | 6.00   | 6.08   |        |        |        | 6.29   |       |
| 15                 | Lissandra Maysa Campos | Brésil      | x      | x      | 6.15   |        |        |        | 6.15   |       |

## Légende
Records et Performances
- AR : Record continental (area record)
- CR : Record des championnats (championship record)
- MR : Record du meeting (meet record)
- NR : Record national (national record)
- OR : Record olympique (olympic record)
- PR : Record paralympique (paralympic record)
- PB : Record personnel (personal best)
- SB : Meilleure performance personnelle de la saison (season's best)
- WL : Meilleure performance mondiale de l'année (world leader)
- WJR : Record du monde junior (world junior record)
- WR : Record du monde (world record)

Circonstances et Conditions
- DNF : N'a pas terminé (did not finish)
- DNS : N'a pas pris le départ (did not start)
- DQ : Disqualification (disqualification)
- NM : Aucun essai valable enregistré (No Mark)
- Q : Qualifié « directement » au prochain tour (ou à la prochaine compétition), lors d'une compétition majeure, grâce au classement ou à la réalisation des minima (automatic qualifier)
- q : Qualifié au prochain tour (ou à la prochaine compétition), lors d'une compétition majeure, grâce au repêchage ou à la réalisation de l'une des meilleures performances parmi celles des « non qualifiés directement » (grâce au meilleur temps ou à la meilleure distance par exemple) (secondary qualifier)